# カレーの王子さま (漫画)
『カレーの王子さま』（カレーのおうじさま）は、白泉社「花とゆめ」で連載された川原泉の漫画作品。『空の食欲魔人』の続編である。
文庫版と異なり、花とゆめコミックスでは本作を表題作とした短編集が刊行されていた。

## ストーリー
『空の食欲魔人』では婚約者だったが、めでたく結婚したみすずと弘文。しかし結婚しても弘文の食欲魔人ぶりはとまらない。
新婚旅行以来、弘文がはまっているのはカレーライス。あるときカレー作りに飽き飽きしていたみすずだったが、会心の出来の激辛カレーを作った。そのカレーを自慢したくカレー鍋を持ったまま、弘文が副操縦士をする飛行機に乗りアンカレッジへと飛ぶ。しかし、この飛行機の操縦室で事件が発生。機長が食中毒に感染してしまった。
異常を察知したみすずは、コクピットに乗り込むと、持ってきている激辛カレーが喰いたいなら、とっととアンカレッジ空港に着陸するように弘文へ勧告する。
食欲に釣られ、見事な着陸を決めた弘文はホテルでみすずと共にカレーを泣きながら食べるのだった。弘文は空腹が満たされた喜びに涙を流し、みすずはあまりの辛さに涙を流しながら。
後日、みすずはフライトから帰ってくる弘文のためにカレーを作っていたが、弘文はきしめん好きの「きしめんの殿様」と化していた。

## 登場人物
吉川みすず
前作ではイラストレーターをしているが今作では主婦業に専念。心がけのよい妻なので、常にパスポートを用意し、アンカレッジ行きのチケットを買えるくらいのへそくりもある。
吉川弘文
航空会社のパイロット（副操縦士）。ひとつのものにこだわる食欲で、食欲の対象がそば→カレー→きしめんへと変化していく。制服を着ると2割増ハンサム（ポプラ談）。
若手ではトップの出世頭。
うなづき
航空機関士。航空会社入社後にアメリカの訓練所でも訓練したらしい。前作『空の食欲魔人』と同じ組み合わせになる弘文、片霧と自分では不吉なことが起きると思っている。それは見事に的中した。
片霧
機長。みすずと弘文の仲人も勤めた。興奮しやすい。弘文に先んじて食べた弁当で、症状は重いが死亡率は低いボツモネラ菌（架空の細菌）に感染し食中毒を起こす。
一橋あかね、一橋ポプラ
みすずの妹たち。

## コミックス
花とゆめコミックス版
カレーの王子さま 食欲魔人シリーズ
- 1985年10月発行 ISBN 4592117506
- 同時収録作
  - 陸の食欲魔人 アップル・ジャック
  - 海の食欲魔人 不思議なマリナー
  - 青い目の食欲魔人 ミソ・スープは哲学する
  - 宇宙の食欲魔人 アンドロイドはミスティー・ブルーの夢を見るか?
  - ジュリエット白書

白泉社文庫版
空の食欲魔人 川原泉傑作集
- 1994年9月発行 ISBN 459288311X
- 同時収録作 
  - 空の食欲魔人
  - アップル・ジャック
  - 不思議なマリナー
  - ミソ・スープは哲学する
  - アンドロイドはミスティー・ブルーの夢を見るか?
  - 進駐軍（GHQ）に言うからねっ!
  - 3月革命
  - 月夜のドレス